# Jubilee (olieveld)
Jubilee is een aardolieveld 60 kilometer ten zuiden van de kust van Ghana. Het veld werd in 2007 ontdekt en eind 2010 begon de productie. In 2023 produceerde het veld ongeveer 84.000 vaten olie per dag (2012: 100.000).

## Geschiedenis
In 1896 werd al op bescheiden schaal olie gewonnen in het westen van Ghana. In 1970 werd een tweede veld ontdekt op zo’n 100 kilometer ten westen van de hoofdstad Accra. Dit laatste veld levert ongeveer 600 vaten olie per dag.
Het Jubilee-olieveld werd in juni 2007 ontdekt op een afstand van 60 kilometer voor de kust van Ghana. Het zeewater ter plaatse is ruim 1100 meter diep. De winbare reserves werden getaxeerd op minimaal 370 miljoen vaten olie en maximaal 600 miljoen vaten. De oorspronkelijke aandeelhouders in het veld waren onder andere, Tullow Oil, Anadarko Petroleum en de nationale oliemaatschappij van Ghana, de Ghana National Petroleum Corporation (GNPC). Deze laatste heeft een belang van ongeveer 10% in het project. Tullow Oil is de beheerder van het veld en installaties.
In 2023 had Tullow 38,98% van het veld in handen, Kosmos Energy 38,61%, GNPC 19,69% en Petro SA de laatste 2,72%.

## Beschrijving
In juli 2009 verleende de overheid toestemming om het veld te gaan ontwikkelen. Vier boorplatformen werden ingezet om 17 putten te slaan en in december 2010 stroomde de eerste olie.
Vanwege de locatie in zee en de gebrekkige infrastructuur in Ghana werd besloten te werken met een FPSO. Deze staat in verbinding met de boorputten en de gewonnen olie wordt tijdelijk in het schip opgeslagen voordat het wordt overgepompt in shuttletankers die het naar de afnemers vervoeren. Vanaf november 2008 werd de olietanker Ohdoh op een werf in Singapore omgebouwd en in juni 2010, onder de naam FPSO Kwame Nkrumah MV21, boven het veld verankerd. Kwame Nkrumah was de leider van Ghana en zijn voorgangersstaat, de Goudkust, van 1952 tot 1966. 
De FPSO ligt in 1100 meter diep water. Per dag kan de FPSO 120.000 vaten olie verwerken en de opslagtanks bieden ruimte aan 1,6 miljoen vaten. Om de druk in het olieveld op peil te houden wordt veel van het gas wat bij de productie van de olie vrijkomt teruggepompt. Verder kan 230.000 vaten per dag aan water in het veld worden gepompt. Op de tanker is ruimte voor 120 bemanningsleden. De levensduur van de FPSO is zo’n 20 jaar.
Deze activiteiten vertegenwoordigden een investering van ruim 3 miljard dollar. 

## Olieopbrengsten Ghana
Om te voorkomen dat de olie-inkomsten de economie van Ghana ontwricht heeft de regering een speciale wet aangenomen, de Petroleum Revenue Management Act aangenomen. Alle inkomsten worden in het Petroleum Holding Fund (PHF) gestort. Dit fonds wordt beheerd door de centrale bank van Ghana. De inkomsten worden in een min of meer vaste verhouding verdeeld. Maximaal 70% gaat naar de Consolidated Fund en zijn inkomsten voor de overheid die direct via de begroting kunnen worden besteed. Een Stabilization Fund is opgericht om veranderingen in de olieprijs en daarmee de inkomsten op te vangen. In jaren van lage olieprijzen kunnen hier fondsen vrijvallen die eerder zijn opgebouwd. Het derde fonds, het Heritage Fund, is een financiële reserve voor latere generaties wanneer de olieproductie afneemt.
De regering ontvangt royalty's en vennootschapsbelasting op de winst de Tullow Oil en partners behalen. Verder is de overheid een aandeelhouder in het project. In 2012 betaalde Tullow Oil, en dit is exclusief de bedragen die de partners betalen, ruim 500 miljoen dollar aan de overheid.